# Caspar van Panten
Caspar van Panten (Kasper Panten), född cirka 1585 i Nederländerna, död våren 1630 i Stockholm, var en nederländsk arkitekt och bildhuggare, efter 1620 huvudsakligen verksam i Sverige och i kunglig tjänst.

## Biografi

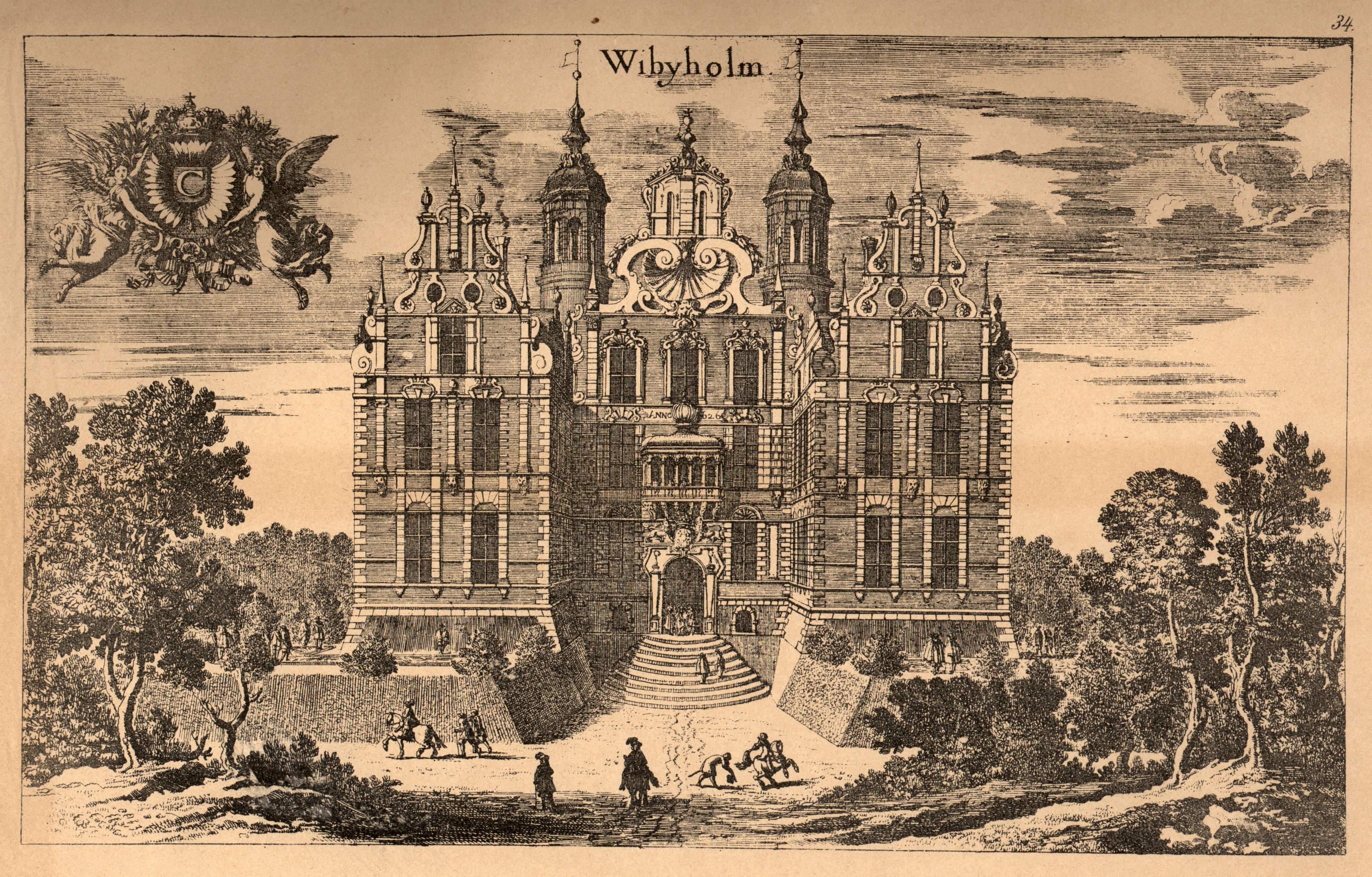
Vibyholms slott ritades av Caspar van Panten, här i en tolkning av Erik Dahlbergh på 1670-talet.

Van Panten är känd från 1617 som borgare, arkitekt och bildhuggare i Amsterdam. Hans förmåga som innovatör och konstruktör bekräftas genom de patent som han 1617 fick för bland annat tekniska och konstnärliga insatser samt en förbättrad kvarnkonstruktion. 
Han kom i tjänst hos Karl Filip 1620 som ledare för byggnadsarbetena i dennes furstendöme, och som Gustav II Adolfs högst betrodde arkitekt för ombyggnaden av Stockholms slott och Vibyholms slott. Van Panten kom att tillbringa återstoden av sin levnad i Sverige. Hans tjänst hos Gustav II Adolf innebar att han var "arkitekt och byggmästare icke allenast på Stockholm slott utan på andre orter som K M:t behager". Han skulle även ha överinseende över alla slags hantverkare och svara för undervisning inom byggnads- och hantverksverksamheten.

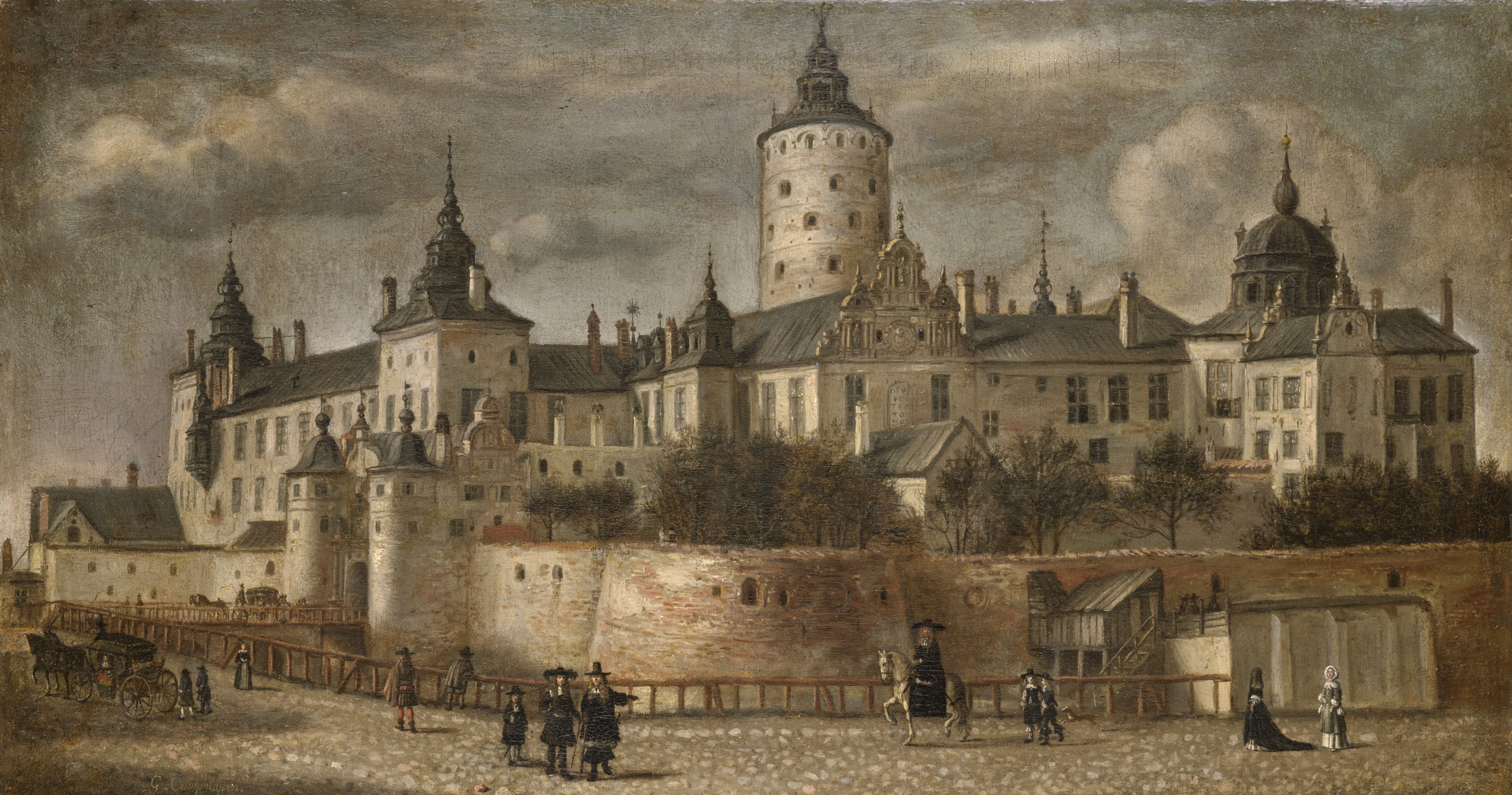
Slottet Tre Kronor, år 1661.

Han fick uppdrag att leda bygget för den östra längan av Gamla Stockholms slott och var även verksam vid uppförandet av östra längan av Uppsala slott, där den av Andrea Palladio påverkade nederländska senrenässansen framträdde samt den fjärde längan på Eskilstuna slott 1620-1621. Till Eskilstuna slott inkallade han flera hantverkare från Nederländerna. Caspar van Panten ritade även det äldre Vibyholms slott (uppfört 1622–1630) i nederländsk stil, även här hade han hjälp av murmästare och hantverkare som han hämtade från sitt hemland 1624. Gruppen Holländare bestod av 42 personer med konstnärer och hantverksmästare samt deras familjer. Han utförde planer och beräkningar 1622 för en ny stallbyggnad vid Norrmalmstorg (nu Gustav Adolfs torg), men byggnadsarbetena kom inte igång förrän 1627. Gustavianum i Uppsala uppfördes under hans ledning 1622—1623. Den enkla, rektangulära huskroppen byggdes om och förändrades dessutom ytterligare under 1660-talet.
De ständigt pågående byggnadsarbetena vid kungliga slottet intensifierades 1624 då Gustav Adolf slöt avtal med Panten om att uppföra en ny länga vid Smedjegården — den första kända byggnadsentreprenaden av modernt slag i Sverige. För de kommande stora arbetena besökte Panten på uppdrag av kungen våren 1624 Nederländerna för att engagera hantverkare samt inköpa redskap och verktyg.
Åren 1626-1627 förestod han byggarbetena då Stora Bollhuset uppfördes vid Slottsbacken i Stockholm. Han formgav och ledde byggen för tullstaket, tullportar och tullhus för Stockholms tullar samt Beridarebanan eller Rännarebanan vid det senare Hötorget. 
Pantens endast tioåriga verksamhet i Sverige var omfattande. Nästan allt vad han skapade här är dock borta eller helt förändrat. Hans främsta verk var Vibyholms slott. Det får betraktas både som inledningen till och huvudverket för den holländska högrenässansen i Sverige. Både Vibyholm och Pantens planer för stallbyggnaderna betraktades av samtiden som förnäma skapelser inom byggnadskonsten. Det manifesterades genom att ritningar av dem sattes upp inom glas och ram på Stockholms slott 1627. Panten stod i sin fasadutformning nära Lieven de Keys bildhuggararkitektur och hade påverkats av dennes slakthus i Haarlem, uppfört 1603. Han bidrog med sina portaler, predikstolar med mera också till att befästa den tysk-nederländska stilen i Sverige.